# Důl Ema a Lucie

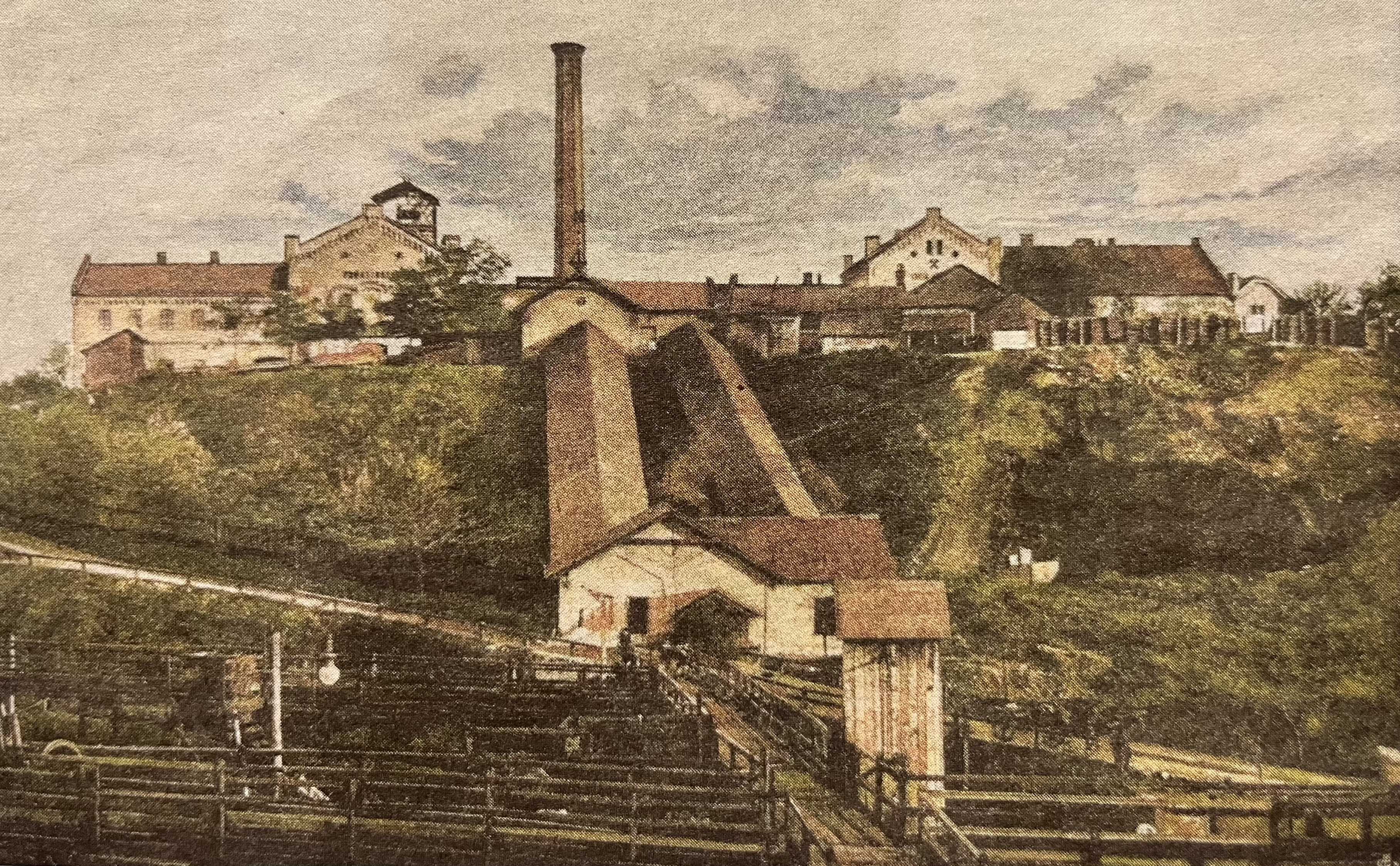

Důl Ema a Lucie (Emma Lucia) byl černouhelný hlubinný důl v Polské (Slezské) Ostravě a patřil společnosti Kamenouhelné doly a koksovna Jana Wilczka ve Slezské Ostravě.

## Historie

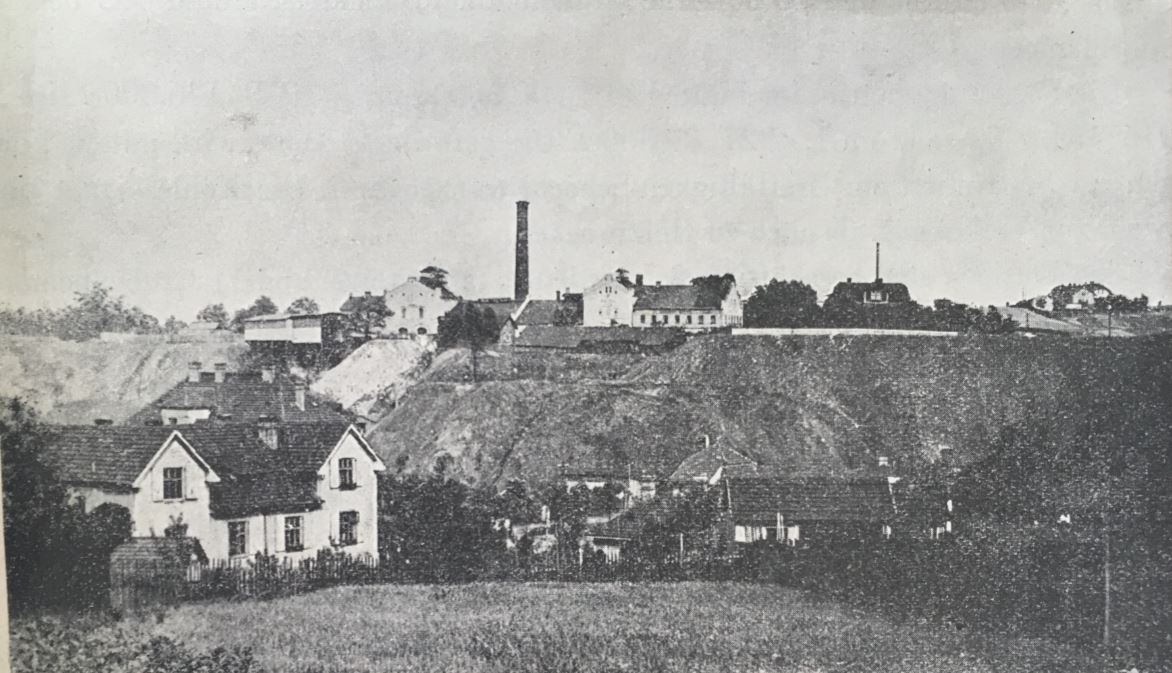
Důl Ema a Lucie v roce 1916

Jámu Emma (Emmaschacht) založil v roce 1861 Johann Nepomuk Maria Joseph hrabě Wilczek (1837 – 1922). Název jámy je podle manželky: hraběnka Emma Maria Emo Capodilista (1833 – 1924). Důl se nacházel mezi doly Michaeli a Svatá Trojice na území Polské (Slezské) Ostravy.
Jáma Emma byla hloubena jako těžní v říjnu 1861. V roce 1862 byla vyražena štola v délce asi 74 m do Adámkova údolí pro odvádění důlních vod z jámy Emma. V letech 1864 – 1867 bylo postaveno povrchové zařízení dolu a v roce 1868 byla na jámě Emma zahájena těžba. Zrcadlovou výstavbou povrchových budov jámy Lucia k jámě Emma a vestavbou dalších objektů (mechanické dílny) mezi obě jámové budovy v roce 1870, tvořily propojené jámové budovy jednotný stavební kompaktní celek. V té době toto uspořádání představovalo nejmodernější a nejúčelnější uspořádání objektů OKR.
V roce 1874 byla na důl Emma převedena těžba dolu Prokop. Rozhodnutím ze dne 1. října 1875 byla jáma Lucia připojena k jámě Emma. V letech 1901 – 1904 byly jámové stvoly Emma a Lucia celé vyzděné bez přerušení provozu. Po roce 1910 byly prováděny jen nejnutnější investice pro udržení provozu, kdy se dotěžovaly zbytky slojí. Důlní pole dolu Emma pod bezeslojnou partií mořských horizontů Enny mělo být rozděleno mezi doly Michálka a Svatá Trojice. V roce 1928 byla jáma Emma udržována do hloubky 262 m (pod 6. patro) a jáma Lucia do hloubky 388 m (pod 9. patro). Pro vyčerpání uhelných zásob byla těžba 31. března 1933 ukončena. V roce 1934 byly obě jámy likvidovány zasypáním, (nejdříve jáma Emma, poté jáma Lucie), a obě jámové budovy i se středovou vestavbou demolovány, zbytek areálu zůstal nedotčen až do 60. let, kdy byl také demolován.

### Strojní a technické zařízení
Na jámě Emmě byl v roce 1866 instalován dvouválcový ležmý parní těžní stroj, který byl uveden do provozu v roce 1869.
V roce 1890 byl na jámě Emma instalován dvojčitý parní stroj vyroben ve Strojírnách knížete Salma Blansko (1890) s průměrem válců 650 mm a zdvihem 1200 mm s ventilovým rozvodem o výkonu 400 HP. Lanové bubny průměr 5000 mm šířka 790 mm lano 31 mm, těžní klec dvou etážová pro 1 vozík na etáž nebo 7 osob v etáži. Rychlost jízdy mužstva 5 m/s nebo 10 m/s při těžbě. Těžní věž byla 14 m vysoká (od ohlubně po střed osy lanovnic), postavena firmou Breitfeld-Daněk, Praha. Lanovnice v průměru 4 000 mm. V roce 1910 byla rekonstruována těžní věž, hlava těžní věže dosud spočívala na masívním zdivu těžní budovy, ta pak převzala funkci jámové budovy. Původní těžní věž (údaj z roku 1884) byla dřevěná o výšce 10,9 m a s lanovnicemi o průměru 2,2 m.

#### Kotelna
V roce 1928 bylo v kotelně 5 kotlů s celkovou výhřevní plochou 384 m2. 2 kotly dvouplamencové a 3 kotly soustavy Boullier. Komín byl vysoký 35,6 m o průměru v horní části 1300 mm.
Kompresor DEMAG, Duisburgs výkonem 1440 m3/hod. nasátého vzduchu, průměr válců 700 mm a 560 mm, s lanovým pohonem, výkon elektrického motoru 175 HP AEG-Union, Vídeň, instalován v roce 1920 byl v rezervě neboť stlačený vzduch pro důl byl přiváděn z dolu Svaté Trojice.

### Větrání

#### Větrní jáma Lucia
1. října 1863 jižně od jámy Emma ve vzdálenosti asi 48 m bylo zahájeno hloubení centrální větrné jámy Lucia. Název je podle nejmladší dcery: Maria Lucia Josepha (1862 – 1958).
Větrní Lucia byla vybavena ventilárotem soustavy Guibal se sacím výkonem 2400 m3/hod. z roku 1895 od firmy Breitfeld-Daněk, Praha, poháněný elektromotorem AEG-Union, Vídeň, o výkonu 61 HP. V roce 1903 byla do původní zděné těžní věže vsazena pyramidální ocelová těžní věž. Zděná budova převzala funkci jámové budovy. Jáma Lucia byla vybavena těžním zařízením pro těžení materiálu a jízdu mužstva. Instalován byl ležmý dvouválcový parní těžní stroj s šoupátkovým rozvodem s výkonem 50 HP vyroben firmou Elbertzhagen & Glassner Maschinenfabrik & Eisengiessere, Moravská Ostrava. Těžní zařízení bylo uvedeno do provozu v roce 1904. Největší hloubka jámy byla 435,8 m.

#### Větrní jáma Eliška
Jáma Eliška (Elizabeth) byla vyhloubena ve východní části dobývacího pole (severně od údolí Kameňák) jako diagonální větrací jáma o průřezu 9,5 m2. Sloužila pro větrání dolů Emma Lucia a později i dolu Michaeli (Michálka). V hloubce 174 m byla instalována roštová větrní pec, která ohřívala proud vzduchu na 40 °C, denně spotřebovala 0,5 – 0,8 t uhlí a dosahovala výkon větrů 680 – 800 m3/min. Byla to poslední větrní pec v OKR, po roce 1889 již takový způsob větrání byl plně nahrazen ventilátory. Na jámě Eliška byl v roce 1884 instalován ventilátor soustavy Rittinger pro zesílení větrání, v roce 1896 ventilátor Guibal, který byl poháněn parním strojem o výkonu 58 HP. Ventilátor z roku 1884 byl ponechán v rezervě. Samotná větrní pec byla zastavena v roce 1889. Jáma Eliška byla zrušena pravděpodobně v roce 1899.

### Čerpání důlní vody
Na jámě Emmě byla v roce 1864 a jámě Lucia v roce 1869 instalována parní čerpadla. Jáma Emma byla od května 1872 centrální vodní jámou i pro doly Michaeli a Svatá Trojice. V roce 1928 byla na 5. patře k dispozici dvě vzduchová čerpadla výkon 200 a 250 l/min., která sloužila jako rezerva a jedno od firmy Weise-Monski s výkonem 200 l/min. Čerpání důlních vod převzala jáma Michálka.

### Těžba
Dobývány byly převážně sloje jakloveckých, vrstev, porubské vrstvy byly pouze rozfárány (jednalo se pouze o sloj č. 403 Korunní princ) k jejich vytěžení ze strany dolu Emma-Lucie nikdy nedošlo. Hloubka dolu byla 460 m. Těžba uhlí probíhala v letech 1868 – 1933. V roce 1901 byl otevřen zbytkový pilíř sloje Mohutný, který byl nevytěžen a ponechán netknutý před 20 - 30 lety. V následujících 15 létech bylo z něj vytěženo více než půl milionu tun uhlí. V roce 1928 se dotěžovalo piliřováním na zával zbytkové uhlí z devíti slojí o mocnosti 60 – 380 cm. Pro vyčerpání uhelných zásob byla 31. března 1933 těžba ukončena, celý provoz dolu byl úplně zastaven 24. května 1933.
V roce 1896 byla v činnosti třídírna uhlí se sítem systému Oberegger. V roce 1901 byl tento systém přemístěn na důl Svaté Trojice.
Vytěžené uhlí obvykle bylo dopravováno koňskou dráhou do koksovny Svaté Trojice. 5. října 1913 byl velkoprodej uhlí na dole Emma zastaven. V roce 1914 byl důl Emma Lucia napojen na visutou lanovou dráhu Michálka – Trojice a k dispozici byla i závodní vlečka.
V blízkosti jámy Emma byly v roce 1844 postaveny první dvě koksovací pece bez komínů.

### Údaje o dolu Emma Lucia
| Název  | Druh jámy     | Založení | Hloubka jámy [m] | Těžba       | Vytěženo                       | Likvidace | Dobývací pole [ha]        | Poznámka            | Zdroj  |
| ------ | ------------- | -------- | ---------------- | ----------- | ------------------------------ | --------- | ------------------------- | ------------------- | ------ |
| Emma   | těžní         | 1861     | 438,0            | 1868 – 1933 | roční objem 71 – 146 tisíc tun | 1933-34   | 119 (58,8 ha v roce 1928) | 3 jámy, 10 pater    | [ 12 ] |
| Lucia  | větrní, vodní | 1863     | 436,0            |             |                                | 1933-34   | 119 (58,8 ha v roce 1928) |                     | [ 12 ] |
| Eliška | větrní        | 1863     | 275,0            |             |                                | 1899      | 119 (58,8 ha v roce 1928) | poslední větrní pec | [ 12 ] |

### Důlní nehody na jámě Emma
| datum        | smrtelný úraz | jiný úraz | příčina                                              | Zdroj  |
| ------------ | ------------- | --------- | ---------------------------------------------------- | ------ |
| 20. 5. 1875  | 6             | 2         | exploze způsobená lampou s otevřeným ohněm           | [ 13 ] |
| 8. 10. 1884  | 20            |           | exploze metanu a uhelného prachu po trhacích pracích | [ 13 ] |
| 12. 12. 1913 | 7             |           | přetržení lana                                       | [ 13 ] |

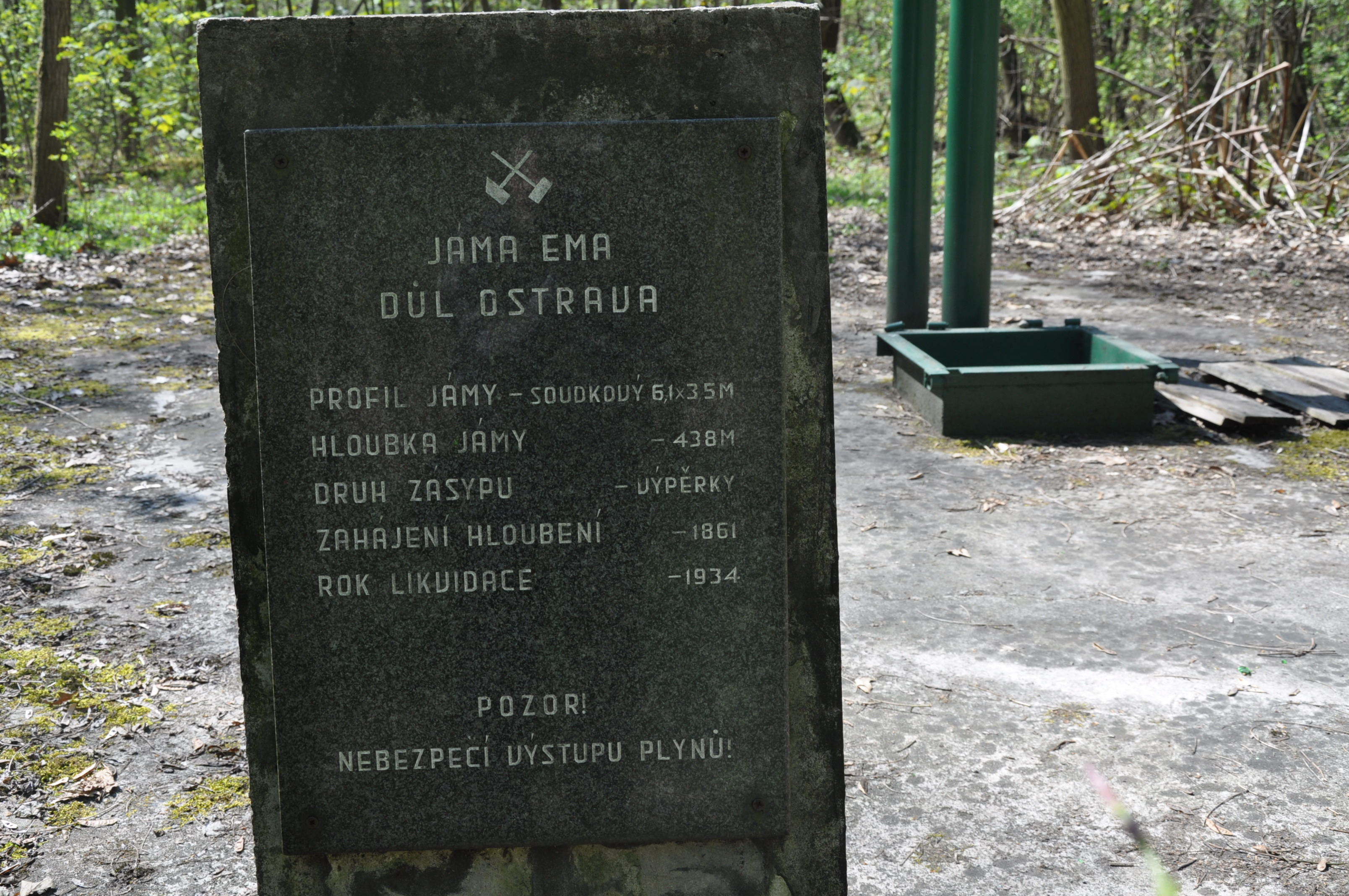
Jáma Ema, Slezská Ostrava, ifno
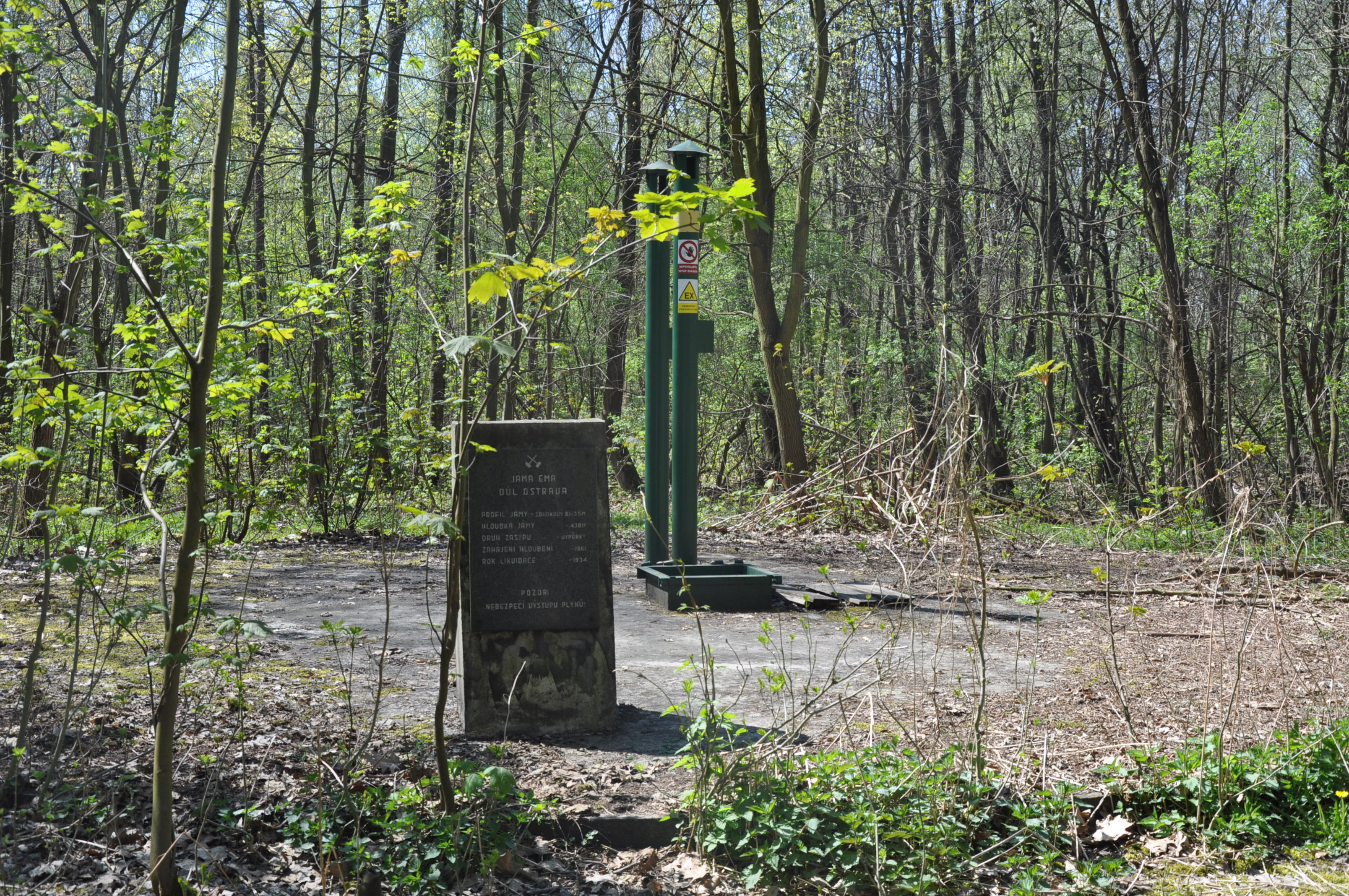
Jáma Ema, Slezská Ostrava
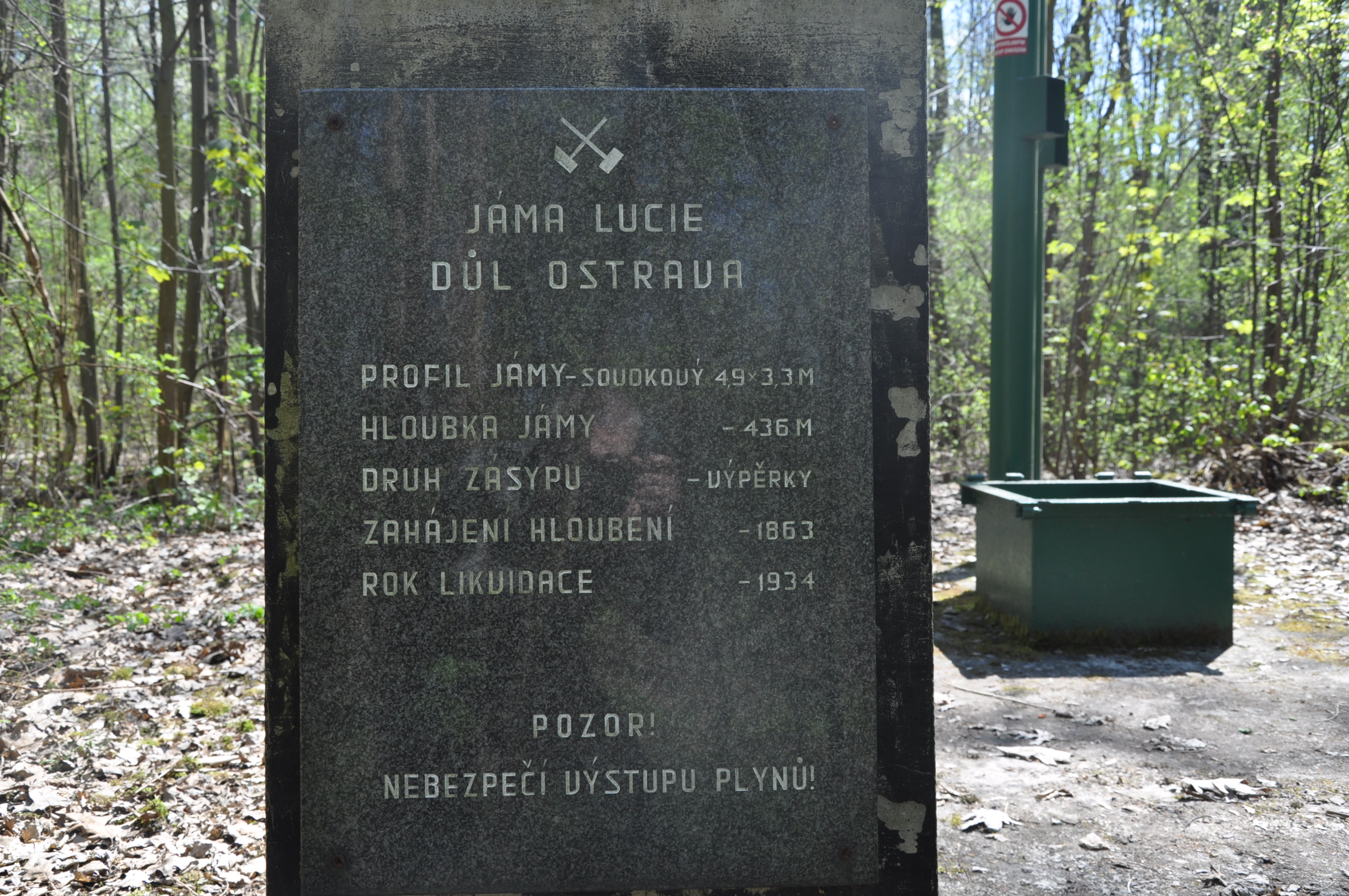
Jáma Lucie, Slezská Ostrava, info